# Панайот Хаджиев
Панайот Атанасов Хаджиев е участник в Испанската гражданска война и деец на Македонския народен съюз.

## Биография
Роден е на 23 август 1900 година в костурското село Дъмбени. Семейството му се преселва в България през 1914 г. Емигрира в САЩ в 1919 година и живее в Гери. В 1929 г. става член на Комунистическата партия на САЩ. Той е сред основателите на Македонския народен съюз в САЩ през 1932 година и член на ръководството му.
На 19 февруари 1937 година пристига в Испания, за да се включи в Испанската гражданска война. Там става артилерист. След разгрома на Републиканската армия на 10 март 1939 година се връща в Детройт.
Живее в Скопие от 1947 г. Осъден е на 2 години затвор за пробългарска пропаганда и солидарност с Коминформбюро. При среща-събор на границата я преминава и остава да живее в България. Умира през 1964 година.